# 花蓮糖廠招待所
花蓮糖廠招待所是一座位於臺灣花蓮縣光復鄉花蓮糖廠內的日式木造建築物。

## 簡介
花蓮糖廠招待所建於1936年，是一座日式木造建築。戰後，蔣經國、嚴家淦、吳國楨、何應欽、白崇禧、李石曾、居正等黨國要人均曾在此下榻。其現已被列為花蓮縣歷史建築，並開放一般民眾參觀。

## 外部連結
- 花蓮農場百年招待所整修再啟用，楊均濰，洄瀾網，2012-04-25 （页面存档备份，存于）